# 上狛駅
上狛駅（かみこまえき）は、京都府木津川市山城町上狛北野田芝にある、西日本旅客鉄道（JR西日本）奈良線の駅である。駅番号はJR-D18。

## 歴史
- 1902年（明治35年）5月3日：奈良鉄道の棚倉駅 - 木津駅間に新設開業[3]。
- 1905年（明治38年）2月7日：合併により関西鉄道の駅となる[5]。
- 1907年（明治40年）10月1日：関西鉄道が国有化[3]。国有鉄道の駅となる。
- 1909年（明治42年）10月12日：線路名称制定。奈良線の所属となる[5]。
- 1972年（昭和47年）4月1日：貨物の取り扱いを廃止[3]。
- 1984年（昭和59年）
  - 2月1日：荷物扱い廃止[3]。
  - 10月20日：駅員無配置駅となる[6]。
- 1987年（昭和62年）4月1日：国鉄分割民営化により、西日本旅客鉄道（JR西日本）の駅となる[3]。
- 1999年（平成10年）1月28日：自動改札機を設置し、供用開始[7]。
- 2003年（平成15年）11月1日：「ICOCA」の利用が可能となる[8]。
- 2018年（平成30年）3月17日：駅ナンバリングが導入され、使用を開始[9]。
- 2023年（令和5年）4月1日：木津川市による乗車券委託販売（簡易委託）の受託を解除し、終日無人化[4]。

## 駅構造
相対式ホーム2面2線を持つ行違い可能な地上駅で、駅本屋側ホームが1番のりば、跨線橋を渡って反対側のホームが、2番のりばである。1番のりばを上下本線とした一線スルーとなっているため、行違いを行わない場合は奈良方面行きの列車も1番のりばに停車する。互いのホームは跨線橋で連絡している。日中は当駅で普通列車同士が交換する（2020年4月現在）。
無人駅である（宇治駅管理）。奈良線が電化された時に無人駅となったが、2017年（平成29年）4月1日 - 2023年（令和5年）3月31日は窓口の営業が行われる時間帯があり、定期券・回数券のみ発券が行われていた。
ICカード乗車券「ICOCA」が利用することができる（相互利用可能ICカードはICOCAの項を参照）。また、SMART ICOCAクイックチャージが可能な自動券売機が設置されている。

### のりば
| のりば | 路線   | 方向 | 行先           | 備考                 |
| ------ | ------ | ---- | -------------- | -------------------- |
| 1      | 奈良線 | 上り | 宇治・京都方面 |                      |
| 1      | 奈良線 | 下り | 木津・奈良方面 | 原則としてこのホーム |
| 2      | 奈良線 | 下り | 木津・奈良方面 | 行違い時のみ         |

## 利用状況
奈良線内では最も利用客が少ない駅である。JR西日本の移動等円滑化取組報告書によれば、2023年度の1日当たりの利用者数は678人。京都府統計書によると、1日の平均乗車人員は以下の通りである。
| 年度   | 一日平均 乗車人員 |
| ------ | ----------------- |
| 1999年 | 597               |
| 2000年 | 562               |
| 2001年 | 515               |
| 2002年 | 471               |
| 2003年 | 463               |
| 2004年 | 463               |
| 2005年 | 460               |
| 2006年 | 460               |
| 2007年 | 468               |
| 2008年 | 468               |
| 2009年 | 452               |
| 2010年 | 433               |
| 2011年 | 448               |
| 2012年 | 427               |
| 2013年 | 430               |
| 2014年 | 416               |
| 2015年 | 410               |
| 2016年 | 397               |
| 2017年 | 397               |
| 2018年 | 392               |
| 2019年 | 383               |
| 2020年 | 299               |
| 2021年 | 299               |
| 2022年 | 321               |

## 駅周辺
旧・山城町の中心に位置する。
- 木津川市役所山城支所
- 木津川市立上狛小学校
- 山城町郵便局
- 善正寺（真言宗・御室派）
- 泉橋寺
- 京都府立山城郷土資料館
- 福寿園 本社・山城工場・山城東工場
- 山城地域コミュニティバス「上狛駅口」停留所 - 当駅から約300メートル

## 隣の駅
西日本旅客鉄道（JR西日本）
 奈良線
■みやこ路快速・■快速
通過
■区間快速・■普通
棚倉駅 (JR-D17) - 上狛駅 (JR-D18) - 木津駅 (JR-D19)